# From the 13th Sun
From the 13th Sun è un album dei Candlemass, pubblicato nel 1999.

## Tracce
1. Droid – 4:35
2. Tot – 6:01
3. Elephant Star – 4:54
4. Blumma Apt – 5:23
5. Arx/Ng 891 – 5:56
6. Zog – 5:52
7. Galatea – 4:49
8. Cyclo-F – 9:18
9. Mythos – 1:13

## Formazione
- Björn Flodkvist: voce
- Leif Edling: basso
- Mats Ståhl: chitarra
- Jejo Perkovic: batteria

### Altri musicisti
- Carl Westholm - sintetizzatore (nel brano "ARX/NG 891")